# Buster (ścieżka dźwiękowa)
Buster: The Original Motion Picture Soundtrack – ścieżka dźwiękowa z filmu Buster (1988). Głównym artystą płyty jest Phil Collins, grający też główną rolę w filmie. Piosenkarz nagrał na potrzeby ścieżki dźwiękowej trzy piosenki: "Two Hearts", cover utworu zespołu The Mindbenders "A Groovy Kind of Love" i "Big Noise". Dwa pierwsze utwory znalazły się na liście przebojów Billboard Hot 100, "A Groovy Kind of Love" zajęło także pierwsze miejsce na liście przebojów w Wielkiej Brytanii. Collins napisał także piosenkę "Loco in Acapulco" wykonywaną przez The Four Tops.

## Lista utworów
1. Two Hearts - Phil Collins
2. Just One Look - Hollies
3. Big Noise - Phil Collins
4. The Robbery - Anne Dudley
5. I Got You Babe - Sonny & Cher
6. Keep On Running - Spencer Davis Group
7. Loco In Acapulco - The Four Tops
8. How Do You Do It? - Gerry And The Pacemakers
9. I Just Don't Know What To Do Myself - Dusty Springfield
10. Sweets For My Sweet - Searchers
11. Will You Still Be Waiting - Anne Dudley
12. A Groovy Kind Of Love - Phil Collins